# José Fernando Marqués Martín
Fernando Marqués (Madrid, 4 de desembre de 1984) és un exfutbolista madrileny, que ocupava la posició de migcampista. Ha estat internacional amb la selecció espanyola sub-20.

## Trajectòria
Format al planter del Rayo Vallecano, hi debuta amb el primer equip vallecà a la temporada 02/03, en la qual suma 10 partits de la màxima categoria, així com 25 més a la campanya següent, ara a Segona Divisió. L'estiu de 2004 fitxa pel Racing de Santander, on la indisciplina li treu el favor de l'entrenador, sent cedit a l'Atlètic de Madrid per sis mesos.
Sense massa partits ni al Racing de Santander ni a l'Atlètic de Madrid, és cedit al CE Castelló i posteriorment marxa a l'Iraklis Thessaloniki grec.
Al juny del 2009, el madrileny arriba a un acord amb el Celtic Glasgow per fer-hi una prova, que no duria enlloc. Al mes d'agost del mateix any, realitza una altra prova per al RCD Espanyol, amb qui si s'arriba a un acord de contracte per a la temporada 09/10.